# Distretto di Xixiu
Il distretto di Xixiu (西秀区S, XīxiùP) è un distretto della Cina, situato nella provincia del Guizhou e amministrato dalla prefettura di Anshun.